# Papyrus Ebers

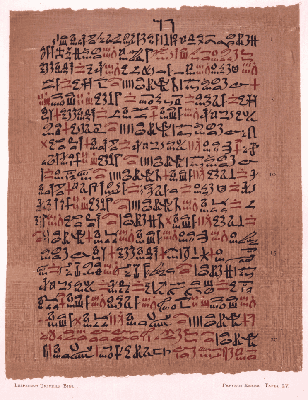
En bit av Papyrus Ebers som beskriver hur man bör gå tillväga för att lindra besvär från astma.

Papyrus Ebers är en papyrusrulle som härstammar från det forntida Egypten. Den tros vara skriven någon gång runt 1550 f.Kr. och innehåller recept på hur man botar upp till 800 olika åkommor. En förteckning på 700 inhemska och utländska droger finns även med. Namnet Papyrus Ebers kommer från den tyska egyptologen Georg Ebers, som 1872 köpte rullen av en arabisk köpman som påstod sig ha hittat rullen i famnen på en mumie från nekropolen utanför staden Tebe. Papyrus Ebers är inte mindre än 20 meter lång och 30 centimeter bred. I Papyrus Ebers omnämns bland annat aloe, malört, pepparmynta, bolmört, myrra, kolokvint och indisk hampa. Läkemedel som man använde från djurriket var bland annat inälvor, exkrementer, maskar och ormar, från mineralriket fick man antimon, arsenik, kvicksilver, alun och svavel.
Det är ofta svårt att identifiera drogerna i Papyrus Ebers då de fått fantasifulla täcknamn för att prästernas hemliga läkemedel inte skulle röjas. Medicineringen åtföljdes ofta av olika besvärjelser och formler. I Papyrus Ebers ingår det ett recept som tyder på att man redan då kände till diabetes och manuskriptet är ett av de bevarade Fornegyptiska medicinska papyrer.